# Jean Peltier

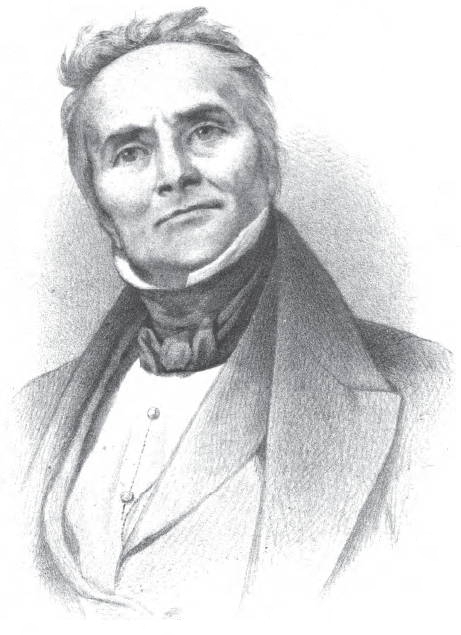
Jean Charles Athanase Peltier

Jean Charles Athanase Peltier [pɛl.tje] (* 22. Februar 1785 in Ham (Somme); † 27. Oktober 1845 in Paris) war ein französischer Physiker. Er befasste sich mit Thermoelektrizität und entdeckte 1834 den nach ihm benannten Peltier-Effekt; konstruierte elektrische Messinstrumente und ähnliches.
Peltier erlernte zunächst den Beruf des Uhrmachers und war bis zu seinem 30. Lebensjahr als Uhrenhändler tätig. Später beschäftigte er sich mit verschiedenen Experimenten aus der Elektrodynamik und bemerkte am Peltier-Element, dass bei Stromdurchfluss eine Temperaturdifferenz oder bei Temperaturdifferenz ein Stromfluss erzeugt wird. 1836 veröffentlichte er seine Arbeiten dazu, die 1838 von Emil Lenz bestätigt wurden.
Weiterhin beschäftigte sich Peltier mit Themen aus der „Luftelektrizität“ und der Meteorologie. 1840 veröffentlichte er eine Arbeit über die Ursachen und Bildung von Wirbelstürmen.
Nach ihm ist der Peltier-Kanal in der Antarktis benannt.